# 宗元饒
宗元饒（そう げんぎょう、518年 - 581年）は、南朝梁から陳にかけての人物。本貫は南郡江陵県。

## 経歴
若くして学問を好み、孝行で知られた。梁に仕えて、荊州主簿を初任とした。征南府行参軍に転じ、そのまま征南府外兵参軍となった。王僧弁が幕府を建てると、元饒は劉師知とともにその下で主簿となった。陳が建国されると、晋陵県令に任じられた。入朝して尚書功論郎となった。北斉に対する使者をつとめて、帰国すると廷尉正となった。太僕卿に転じ、本邑大中正を兼ね、中書通事舎人をつとめた。まもなく廷尉卿に転じ、通直散騎常侍の位を加えられ、尚書左丞を兼ねた。陳の宣帝が即位すると、軍事や国事の諮問に答えた。御史中丞となり、知五礼事をつとめた。南合州刺史の陳裒の汚職を弾劾したほか、武陵王陳伯礼や南康王陳方泰の驕慢放恣を奏上して失脚させるなど、厳正公平なことで知られた。貞威将軍・南康郡内史に転じ、租税の軽減と農民の保護につとめた。散騎常侍・荊雍湘巴武五州大中正を加えられ、まもなく本官のまま尚書左丞を兼ねた。また再び御史中丞となった。左民尚書を経て、右衛将軍の位を受け、前将軍を兼ねた。さらに吏部尚書に転じた。太建13年（581年）、死去した。享年は64。侍中・金紫光禄大夫の位を追贈された。

## 伝記資料
- 『陳書』巻29 列伝第23
- 『南史』巻68 列伝第58